# Erro humano
Erro humano é uma ação que foi realizada, mas que "não foi pretendida pelo ator; não foi desejada por um conjunto de regras ou por um observador externo; ou que conduziu a tarefa ou sistema para fora de seus limites aceitáveis". O erro humano tem sido citado como um fator primário que contribui para desastres e acidentes em indústrias tão diversas quanto a energia nuclear (por exemplo, o acidente de Three Mile Island), aviação, exploração espacial (por exemplo, o desastre do Ônibus Espacial Challenger e o desastre do Ônibus Espacial Columbia) e na medicina. A prevenção do erro humano é geralmente vista como um dos principais contribuintes para a confiabilidade e segurança de sistemas (complexos). O erro humano é uma das muitas causas contribuintes de eventos de risco.

## Definição
Erro humano refere-se a algo que foi feito "não pretendido pelo ator; não desejado por um conjunto de regras ou por um observador externo; ou que levou a tarefa ou sistema para fora de seus limites aceitáveis". Resumindo, é um desvio da intenção, expectativa ou desejabilidade. Logicamente, as ações humanas podem não atingir seu objetivo de duas maneiras diferentes: as ações podem ocorrer conforme o planejado, mas o plano pode ser inadequado (levando a erros); ou, o plano pode ser satisfatório, mas o desempenho pode ser deficiente (levando a deslizes e lapsos). No entanto, uma mera falha não é um erro se não houver um plano para realizar algo em particular.

## Desempenho
Erro humano e desempenho são dois lados da mesma moeda: os mecanismos de "erro humano" são iguais aos mecanismos de "desempenho humano"; desempenho mais tarde classificado como 'erro' é feito em retrospectiva: portanto, ações posteriormente denominadas "erro humano" são na verdade parte do espectro comum do comportamento humano. O estudo da distração na vida cotidiana fornece ampla documentação e categorização de tais aspectos do comportamento. Embora o erro humano esteja firmemente enraizado nas abordagens clássicas de investigação de acidentes e avaliação de riscos, ele não tem função em abordagens mais recentes, como a engenharia de resiliência.

## Categorias
Existem muitas maneiras de categorizar o erro humano:
- erro exógeno versus erro endógeno (ou seja, originado fora versus dentro do indivíduo)[8]
- avaliação da situação versus planejamento de resposta[9] e distinções relacionadas em
  - erro na detecção de problemas (consulte também a teoria da detecção de sinais)
  - erro no diagnóstico do problema (veja também solução de problemas)
  - erro no planejamento e execução da ação[10] (por exemplo: deslizes ou erros de execução versus erros ou erros de intenção[11][3])
- por nível de análise; por exemplo, perceptivo (por exemplo, ilusões de ótica) versus cognitivo versus comunicação versus organizacional
- erro de manipulação física[12]
  - 'deslizes' que ocorrem quando a ação física não atinge o objetivo imediato
  - 'lapsos' envolvem uma falha de memória ou recordação
- erro ativo - ação física observável que altera o estado do equipamento, sistema ou instalação, resultando em consequências indesejadas imediatas
- erro humano latente resultando em fraquezas ocultas relacionadas à organização ou falhas de equipamentos que permanecem inativas; tais erros podem passar despercebidos no momento em que ocorrem, não tendo resultado imediato aparente
- erro de dependência do equipamento – falta de vigilância devido à suposição de que os controles de hardware ou dispositivos de segurança física sempre funcionarão
- erro de equipe – falta de vigilância criada pela interação social (interpessoal) entre duas ou mais pessoas trabalhando juntas
- erro de dependências pessoais – atitudes inseguras e armadilhas da natureza humana que levam à complacência e excesso de confiança